# Gilda Lombardo
Gilda Lombardo (ur. 2 lipca 1989 w Katanii) – włoska siatkarka, reprezentantka kraju, grająca na pozycji przyjmującej. 

## Sukcesy klubowe
Puchar Top Teams:
- 2006

Puchar CEV:
- 2007

Mistrzostwo Włoch:
- 2009
- 2007, 2013

Liga Mistrzyń:
- 2008, 2013

Puchar CEV:
- 2009

Superpuchar Włoch:
- 2012

Mistrzostwo Francji:
- 2017